# Khatauli Rural
Khatauli Rural is een census town in het district Muzaffarnagar van de Indiase staat Uttar Pradesh. Het is gelegen bij de stad Khatauli.

## Demografie
Volgens de Indiase volkstelling van 2001 wonen er 10.737 mensen in Khatauli Rural, waarvan 53% mannelijk en 47% vrouwelijk is. De plaats heeft een alfabetiseringsgraad van 48%.